# ナメラハゼ
ナメラハゼ（Callogobius okinawae）はオキナワハゼ属に属している海水魚である。

## 分布
日本国内では琉球列島に分布し、国外では、中・西部太平洋の沿岸。

## 形態
全長は8センチメートル。体はやや伸長し、胸鰭先端は臀鰭起点に達しない、成魚の体側に横帯がないなどで近似のオキナワハゼと区別することが可能。頭部に縦横に走る多数の皮質隆起線がある。オキナワハゼでは孔器列14と15が連続しているのに対し、ナメラハゼでは孔器列14と15がそれぞれ2分している。孔器列15は短孔器列16の12個のうち6個目で2分されている。
ナメラハゼとオキナワハゼは胸鰭長、背鰭前部鱗数頭部の鱗の有無、体後部の櫛鱗の有無、両眼間にある上下の開孔間の頭部感覚管の本数、孔器列の連続不連続、胸鰭の暗色点の有無によって区別される。ナメラハゼとC.liolepisでは横列鱗数、背鰭前部鱗数、上顎長が異なっている。

## 生態
サンゴ礁域の礁池、礁原、内湾の湾奥に生息する。ビーチロックのタイドプールや岸よりの砂底の死サンゴ片や死サンゴ塊の下に単独で見られる。生息水深は1.5メートル。